# 왕나
왕나(중국어: 王娜, 병음: Wáng Nà, 1984년 1월 27일 ~ )는 중국의 전 아티스틱스위밍 선수로 2004년 하계 올림픽과 2008년 하계 올림픽에 출전했다. 2008년 올림픽에서 중국 최초의 올림픽 메달인 동메달을 획득한 팀의 일원이었다.
25세의 나이로 은퇴한 왕나는 2009년 곧바로 중국 대표팀 감독 2명 중 한 명으로 임명돼 팀 역사상 최연소 감독이 됐다. 전 팀 동료였던 장샤오환도 수석 코치로 고용되었으며, 두 신인 코치는 함께 2010년 아시안 게임에서 중국 대표팀을 3개의 금메달로 이끌었다. 아마도 임신을 준비하던 2011년에 코치직을 그만둔 것으로 보인다.